# Масло-жировая промышленность
«Ма́сло-жирова́я промы́шленность» (укр. Масложирова промисловість) — щомісячний науково-технічний та виробничий журнал, орган Міністерства харчової промисловості СРСР та Центрального правління науково-технічного товариства харчової промисловості. 

## Історія та опис
Видавали в Москві з 1925 року. Спочатку називався «Маслобойное дело» (укр. Маслобійна справа), з 1926 по 1940 рік — «Маслобойно-жировое дело» (укр. Маслобійножирова справа), у 1940 і з 1951 по 1964 рік — «Маслобойно-жировая промышленность» (укр. Маслобійножирова промисловість), з 1941 по 1951 рік не видавали, а з 1965 року — сучасна назва. 
Повідомляв про дослідження в галузі розробки нових технологічних процесів, синтезу нових речовин, створення безперервного та автоматично керованого обладнання. Публікував матеріали щодо розширення сировинної бази, олійного видобутку та жиропереробки, виробництва маргарину, майонезу, мила, з економіки та організації всіх галузей олійно-жирової промисловості. Тираж (станом на 1973 рік) 3,2 тисячі екземплярів.